# Монт-Белв'ю – Фріпорт (етанопровід)
Монт-Белв’ю – Страттон-Рідж (етанопровід) – трубопровід, споруджений для подачі сировини на установку парового крекінгу компанії Dow Chemicals.
У 2017 році Dow Chemicals запустила на майданчику у Фріпорті (за шість десятків кілометрів на південь від Х’юстону) третю піролізну установку, розраховану на споживання етану (великий ресурс цього газу з’явився внаслідок «сланцевої революції»). Його доставку організували за допомогою трубопроводу із Монт-Белв’ю – найбільшого в світі хабу по роботі зі зрідженими вуглеводневими газами. Цей етанопровід, виконаний в діаметрі 300 мм, має довжину 79 миль та завершується у комплексі сховищ Страттон-Рідж, де Dow Chemicals володіє частиною каверн для зберігання ЗВГ. Із власне нафтохімічним майданчиком сховище з’єднане трубопроводом того ж діаметру довжиною 5 миль (ще один такий же трубопровід призначений для транспортування між майданчиком та сховищем етилену, отриманого внаслідок піролізу етану).